# Lissochelifer gracilipes
Lissochelifer gracilipes är en spindeldjursart som först beskrevs av Volker Mahnert 1988.  Lissochelifer gracilipes ingår i släktet Lissochelifer och familjen tvåögonklokrypare. Inga underarter finns listade i Catalogue of Life.